# Caquesseitão
O Caquesseitão é uma criatura mitológica na obra Peregrinação de Fernão Mendes Pinto (embora o autor garanta ser um animal real) que existiria na ilha de Samatra com as seguintes características:
| “                            | do tamanho de uma grande pata, muito pretos, conchados pelas costas, com uma ordem de espinhos pelo fio do lombo do comprimento de uma pena de escrever e com asas da feição das do morcego, com pescoço de cobra e uma unha, a modo de esporão de galo na testa, com rabo muito comprido pintado de verde e preto, como são os lagartos desta terra. | ” |
| — Peregrinação, Capítulo XIV | |   |

Logo de seguida descreve como se alimentaria esta "estranha feição de bichos":
| “                            | Estes bichos de voo, a modo de salto, caçam os bugios e bichos por cima das árvores, dos quais se mantêm. | ” |
| — Peregrinação, Capítulo XIV | |   |

Tornou-se presença frequente na arte indo-portuguesa.